# Herrarnas distans vid världsmästerskapen i skidskytte 2021
Herrarnas distans vid världsmästerskapen i skidskytte 2021 arrangerades den 17 februari 2021 i Pokljuka i Slovenien. Det var mästerskapets sjunde tävling, den tredje för herrar. Tävlingens distans var 20 km med individuell start och med fyra skytten – ett liggande, ett stående, ett liggande och ett stående skytte – där varje missat skott gav en minuts tilläggstid. 101 deltagare från 34 nationer deltog.
Världsmästare blev Sturla Holm Lægreid från Norge som tog sitt första individuella guld i sitt första världsmästerskap; Lægreid hade sedan tidigare ett guld i mixstafetten under mästerskapet. Han blev därmed den första norska mannen att vinna distanstävlingen vid VM sedan 2011 då Tarjei Bø blev världsmästare. Arnd Peiffer från Tyskland, världsmästare i disciplinen 2019, blev silvermedaljör och tog därmed sin 17:e VM-medalj i karriären. Johannes Dale från Norge tog brons, vilket var hans första medalj i sitt första världsmästerskap.
Regerande världsmästare från 2020 var Martin Fourcade från Frankrike, medan regerande silver- och bronsmedaljör var Johannes Thingnes Bø från Norge respektive Dominik Landertinger från Österrike. Både Fourcade och Landertinger hade avslutat sina karriärer och deltog således inte i loppet, medan Bø slutade på femte plats.

## Resultat
Tävlingen startade kl. 14:30 lokal tid (UTC+1). Ett missat skott gav en minuts tilläggstid.
| Pl | Nr  | Namn                   | Nation                | Skytte  | Tid     | Diff.   |
| -- | --- | ---------------------- | --------------------- | ------- | ------- | ------- |
| 1  | 66  | Sturla Holm Lægreid    | Norge                 | 0+0+0+0 | 49.27,6 | ±0      |
| 2  | 61  | Arnd Peiffer           | Tyskland              | 0+0+0+0 | 49.44,5 | +16,9   |
| 3  | 21  | Johannes Dale          | Norge                 | 0+1+0+0 | 50.08,5 | +40,9   |
| 4  | 15  | Quentin Fillon Maillet | Frankrike             | 1+0+1+0 | 50.40,5 | +1.12,9 |
| 5  | 28  | Johannes Thingnes Bø   | Norge                 | 0+1+0+1 | 50.41,1 | +1.13,5 |
| 6  | 96  | Said Karimulla Chalili | Ryska skidskytteförb. | 0+0+0+0 | 51.12,9 | +1.45,3 |
| 7  | 19  | Simon Eder             | Österrike             | 0+1+0+0 | 51.27,3 | +1.59,7 |
| 8  | 49  | Benedikt Doll          | Tyskland              | 1+1+0+0 | 51.34,5 | +2.06,9 |
| 9  | 75  | Artem Pryma            | Ukraina               | 0+0+0+1 | 51.58,8 | +2.31,2 |
| 10 | 64  | Roman Rees             | Tyskland              | 0+0+1+0 | 51.59,2 | +2.31,6 |
| 11 | 69  | Ondřej Moravec         | Tjeckien              | 1+0+0+0 | 52.00,4 | +2.32,8 |
| 12 | 18  | Vladimir Ilijev        | Bulgarien             | 1+0+0+0 | 52.00,9 | +2.33,3 |
| 13 | 5   | Émilien Jacquelin      | Frankrike             | 1+0+1+0 | 52.14,5 | +2.46,9 |
| 14 | 73  | Felix Leitner          | Österrike             | 0+1+0+1 | 52.44,7 | +3.17,1 |
| 15 | 34  | Peppe Femling          | Sverige               | 0+0+0+0 | 52.45,3 | +3.17,7 |
| 16 | 81  | Jevgenij Garanitjev    | Ryska skidskytteförb. | 0+1+0+1 | 52.58,5 | +3.30,9 |
| 17 | 2   | Jeremy Finello         | Schweiz               | 1+1+0+1 | 53.02,8 | +3.35,2 |
| 18 | 97  | Andrejs Rastorgujevs   | Lettland              | 0+1+1+0 | 53.06,5 | +3.38,9 |
| 19 | 32  | Lukas Hofer            | Italien               | 1+0+1+2 | 53.09,6 | +3.42,0 |
| 20 | 8   | Florent Claude         | Belgien               | 0+0+0+1 | 53.12,8 | +3.45,2 |
| 21 | 30  | Jakov Fak              | Slovenien             | 0+1+0+2 | 53.17,4 | +3.49,8 |
| 22 | 11  | Jake Brown             | USA                   | 0+0+1+1 | 53.17,5 | +3.49,9 |
| 23 | 16  | Miha Dovžan            | Slovenien             | 0+1+0+1 | 53.18,1 | +3.50,5 |
| 24 | 86  | Johannes Kühn          | Tyskland              | 0+2+0+1 | 53.25,7 | +3.58,1 |
| 25 | 25  | Sebastian Samuelsson   | Sverige               | 2+1+0+0 | 53.29,7 | +4.02,1 |
| 26 | 100 | Milan Žemlička         | Tjeckien              | 0+0+0+0 | 53.39,8 | +4.12,2 |
| 27 | 39  | Michal Krčmář          | Tjeckien              | 0+1+1+1 | 53.49,1 | +4.21,5 |
| 28 | 23  | Simon Desthieux        | Frankrike             | 0+2+1+0 | 53.51,5 | +4.23,9 |
| 29 | 46  | Anton Smolski          | Belarus               | 3+0+0+0 | 53.58,9 | +4.31,3 |
| 30 | 27  | Mikita Labastau        | Belarus               | 1+0+0+0 | 54.01,2 | +4.33,6 |
| 31 | 12  | Aleksandr Loginov      | Ryska skidskytteförb. | 1+2+0+0 | 54.02,6 | +4.35,0 |
| 32 | 47  | Leif Nordgren          | USA                   | 1+0+0+1 | 54.02,9 | +4.35,3 |
| 33 | 50  | Rene Zahkna            | Estland               | 0+0+0+1 | 54.09,7 | +4.42,1 |
| 34 | 92  | Julian Eberhard        | Österrike             | 2+0+1+1 | 54.13,1 | +4.45,5 |
| 35 | 9   | Martin Ponsiluoma      | Sverige               | 2+1+0+1 | 54.15,6 | +4.48,0 |
| 36 | 45  | George Buta            | Rumänien              | 1+0+1+0 | 54.20,5 | +4.52,9 |
| 37 | 95  | Tero Seppälä           | Finland               | 0+1+0+3 | 54.24,0 | +4.56,4 |
| 38 | 20  | Karol Dombrovski       | Litauen               | 1+0+0+0 | 54.29,3 | +5.01,7 |
| 39 | 68  | Adam Runnalls          | Kanada                | 1+1+0+1 | 54.29,4 | +5.01,8 |
| 40 | 44  | Scott Gow              | Kanada                | 0+1+1+1 | 54.30,2 | +5.02,6 |